# The Brick Testament
The Brick Testament (TBT) é um projeto de autoria de Brendan Powell Smith, no qual as histórias da Bíblia são recontadas, ilustradas com fotografias de dioramas construídos inteiramente com peças do brinquedo LEGO.
O projeto veio a público através de um website, em 2001, apresentando seis histórias do Gênesis. Atualmente, o trabalho encontra-se também em uma série de livros com o mesmo título.

## Conceito
O projeto emprega o brinquedo LEGO como meio de expressão artística, e o seu autor assevera ser fiel às escrituras da Bíblia cristã.
Todas as histórias referem-se a passagens bíblicas, com a citação do respectivo livro, capítulo e versículos. Para esse fim, o autor recontou-as nas suas próprias palavras, com o auxílio de diversas traduções da Bíblia em domínio público. O autor também introduziu os seus próprios comentários por escrito nas ilustrações onde personagens são por vezes mostrados a dizer ou pensar palavras que não são citações de Smith ou do próprio texto da Bíblia. Esses textos são mostrados em cinza, em vez do habitual preto.
O website e a série de livros foram concebidos para utilização por grupos religiosos e até mesmo por aqueles que não professam as mesmas crenças religiosas.

## Técnicas
Os dioramas exibidos no TBT são criados com peças da coleção pessoal do autor, formada com centenas de conjuntos desde a década de 1960 até aos nossos dias.
Nos poucos casos em que alterações foram necessárias nos elementos LEGO, elas foram efetuadas com uma simples lâmina de faca de hobby ou com marcador de tinta permanente. Um exemplo desse tipo de alteração são o cabelo na figura de Deus, onde o autor confeccionou os cabelos brancos pela escultura de uma peça capacete branca, presumivelmente porque que não conseguiu localizar a peça rara de cabelo branco masculino. A única componente não-LEGO das cenas do projeto é o cenário de céu, geralmente constituído por um poster colorido a azul.
Todas as imagens são digitais. No início o autor recorria a uma câmera Nikon Coolpix 950, mas atualmente emprega uma Nikon Coolpix 4500. Após fotografar as cenas, adiciona-lhe balões de diálogo e, algumas vezes, efetua alterações nas imagens com o recurso a programas de edição de imagem como o Paint Shop Pro ou o Adobe Photoshop.

## Comentários
Os comentários do próprio autor aparecem nas ilustrações em cinza, assim como os títulos originais das próprias histórias. Como exemplo, Smith cita a história intitulada "Stephen Gets Stoned" que se baseia nos Atos dos Apóstolos. O versículo das escrituras é citado diretamente abaixo da ilustração e o comentário:
- «Mas eles não foram capazes de levantar-se contra a sabedoria e espírito de Estêvão.» (Atos 6:10)

- - Ilustração e comentário: "Um homem é retratado segurando um rolo manuscrito diante de uma multidão, com um balão de diálogo que diz: "Se você olhar para algumas frases aqui e ali e ignorar completamente o seu contexto original, eles totalmente predirão Jesus!"[4]

## O Website
O website do TBT estreou em Outubro de 2001, apresentando à época apenas seis histórias do livro bíblico do Gênesis. Atualmente disponibiliza mais de duzentas histórias ilustradas tanto do Antigo quanto do Novo Testamento. Em Abril de 2007, o volume de tráfego medido pelo Alexa era de 53.191. Cada uma das histórias disponibilizadas encontra-se devidamente identificada quanto à presença de cenas de nudez, conteúdo de natureza sexual, violência e/ou amaldiçoamento.

## Os livros
Vários livros em capa dura do TBT tem sido publicados, em diversos idiomas, como o "The Brick Testament: Stories from the Book of Genesis", "The Brick Testament: The Story of Christmas", e "The Brick Testament: The Ten Commandments".

### Geral
- The Brick Testament
- The Rev. Brendan Powell Smith
- Estatística no Alexa.com

### Novos artigos
- Challender, Mary (24 Mar. 2005). «Lego toys convert to Bible stories». Des Moines Register
- Rubin, Daniel (11 Dez. 2003). «"In the beginning" was a snap.». Philadelphia Inquirer
- Vo, Kim (22 Nov. 2003). «The Bible, brick by brick: Genesis stories illustrated in Legos». San Jose Mercury News